# Powód cywilny
Powód cywilny – podmiot, który w polskim procesie karnym do 1 lipca 2015 (do czasu wejścia w życie „dużej” nowelizacji k.p.k. z 2013) dochodził w roszczeń majątkowych wynikających bezpośrednio z popełnienia przestępstwa. Po nowelizacji cały rozdział VII dotyczący powoda cywilnego został uchylony i k.p.k. nie przewiduje już takiej instytucji w polskim procesie karnym.

## Sytuacja sprzed 1 lipca 2015
Powód cywilny kreował powództwo adhezyjne, które było uzasadnione względami ekonomii procesowej, gdyż w jednym postępowaniu było możliwe orzekanie o cywilnych i karnych konsekwencjach popełnionego przestępstwa. Dzięki temu np. nie było konieczności dwukrotnego przeprowadzania tych samych dowodów. Powództwo cywilne mogli wytoczyć: pokrzywdzony, osoby najbliższe pokrzywdzonego (jeżeli pokrzywdzony zmarł przed wytoczeniem powództwa) oraz prokurator (na rzecz pokrzywdzonego lub jego osób najbliższych, jeżeli uznał, że wymagał tego interes społeczny). Powództwo cywilne mogło być wytoczone jedynie do czasu rozpoczęcia przewodu sądowego i wyłącznie przeciwko oskarżonemu.
Sąd odmawiał przyjęcia powództwa cywilnego, jeżeli:
1. z mocy przepisu szczególnego było ono niedopuszczalne;
2. nie było bezpośredniego związku z przestępstwem;
3. zostało wniesione przez osobę nieuprawnioną;
4. nastąpiła wcześniej zawisłość sprawy lub powaga rzeczy osądzonej;
5. po stronie pozwanych zachodziło współuczestnictwo konieczne z instytucją państwową, samorządową lub społeczną, gdyż nie moły być one oskarżonymi w procesie karnym;
6. złożono wniosek o naprawienie szkody z art. 46 k.k.

W zależności od tego, czy pozew odpowiadał warunkom formalnym oraz czy nie zachodziły negatywne przesłanki (z art. 65 k.p.k.), sąd wydawał postanowienie o przyjęciu albo odmowie przyjęcia powództwa cywilnego. Na postanowienie odmowne nie przysługiwało zażalenie. Mimo decyzji odmownych powód mógł wystąpić na drogę postępowania cywilnego, a jeżeli dokonał tego w terminie 30 dni od dnia wydania postanowienia, za dzień zgłoszenia uważano dzień wniesienia pozwu w postępowaniu karnym.
Wraz z powództwem cywilnym powód cywilny mógł w toku postępowania przygotowawczego zgłosić wniosek o zabezpieczenie roszczenia. W przedmiocie wniosku orzekał prokurator; na tę czynność przysługiwało zażalenie do sądu.